# 小布德梅尔
小布德梅尔（匈牙利語：Kisbudmér）是匈牙利巴兰尼亚州所辖的一个村，与大布德梅尔相邻。总面积5.72平方公里，总人口119，人口密度20.8人/平方公里（2011年1月1日）。